# 新格拉納達 (烏蘇盧坦省)
新格拉納達（西班牙語：Nueva Granada），是薩爾瓦多的城鎮，位於該國東南部，由烏蘇盧坦省負責管轄，面積89.73平方公里，海拔高度356米，2007年人口7,451，人口密度每平方公里83.04人。
13°36′N 88°27′W / 13.600°N 88.450°W